# 王荃
王荃（？—？），雲南省臨安府石屏州人，清朝政治人物、同進士出身。
光緒九年（1883年），参加癸未科殿試，登進士三甲31名。同年五月，著以主事分部学习。